# Nicolae Ștefănuță
Nicolae-Bogdănel Ștefănuță (n. 3 ianuarie 1982, Rășinari, România) este un politician român, ales europarlamentar din partea României în legislatura a noua (2019–2024) a Parlamentului European (PE), pe lista Alianței USR-PLUS, și reales în a zecea legislatură (2024–2029) ca independent.
În 2025, Nicu Ștefănuță a fost ales Vicepreședinte al Parlamentului European. În această poziție, el coordonează portofolii legate de afacerile externe, democrația europeană, relația cu societatea civilă și dialogul interinstituțional.

## Carieră politică
Primul loc de muncă al lui Nicolae Ștefănuță, potrivit CV-ului, a fost cel de atașat diplomatic al Ministerului de Externe, post pe care susține că l-a obținut prin concurs în 2006.
În 2008 s-a angajat la Comisia pentru Agricultură a parlamentului european. Între 2012-2018 a fost oficial european responsabil pentru relațiile transatlantice.ca diplomat   ce asigura legătura dintre forul european și Congresul american.
În 2017 devine membru USR, iar în 2019 a fost ales europarlamentar pe lista USR PLUS. După trei ani și jumătate de mandat, timp în care a făcut parte din grupul Renew Europe, a demisionat din USR, devenind eurodeputat independent și membru în Grupul Verzilor/Alianța Liberă Europeană în Parlamentul European (PE), în martie 2023. În decembrie 2023, a fost ales Vicepreședinte al Grupul Verzilor din Parlamentul European (PE). În urma alegerilor europarlamentare din 2024 a fost reales ca independent, cu un procentaj de 3,06%, tot în Grupul Verzilor.
Comisii permanente
•    Comisia pentru Bugete (BUDG) – membru titular
•    Comisia pentru Industrie, Cercetare și Energie (ITRE) – membru titular
•    Comisia pentru Agricultură și Dezvoltare Rurală (AGRI) – membru supleant
•    Comisia pentru Sănătate Publică (SANT) – membru supleant
Delegații parlamentare
•    Delegația la Adunarea Parlamentară Euronest (DEPA) – membru titular
•    Delegația la Comisia parlamentară de asociere UE-Moldova (D-MD) – membru supleant
•    Delegația pentru relațiile cu Statele Unite ale Americii (D-US) – membru supleant

## Viață personală
Nicolae-Bogdănel Ștefănuță s-a născut la Rășinari, în județul Sibiu,   fiind fiul lui Nicolae și Paraschiva.
În 2004, și-a luat licența în economie la Universitatea de Vest din Timișoara. Are un master în studii europene la Viena și unul în Managementul Politicilor Publice obținut la Georgetown University din Washington Între 2018 și 2019 a reprezentat Parlamentul European la Washington, ca diplomat ce asigura legătura dintre forul european și Congresul american. A renunțat la acest rol pentru candidatura la alegerile europarlamentare din mai 2019.